# أبو بكر فيصل
أبوبكر فيصل عبيد، ممثل سوداني، ولد في مدينة شندي في ولاية نهر النيل شمال السودان. درس في جامعة السودان للعلوم والتكنولوجيا في كلية الموسيقى والدراما وتخصص في التمثيل وتخرج منها عام 2006.

## النشأة
نشأ أبو بكر فيصل عبيد في مدينة الدامر بولاية نهر النيل حيث كانت دراسته الأولية والثانوية هناك، ثم انتقل بعدها للعاصمة الخرطوم حيث التحق بجامعة السودان ودرسة التمثيل فيها ليتخرج في نوفمبر 2006.

## البدايات
كانت البداية الفعلية للممثل أبو بكر فيصل مع فرقة الممثل جمال حسن سعيد من خلال مسرحية «بيت النمل» ثم سلسلة «شبابيك» التلفزيونية، ثم بدأ بعد ذلك يلمع نجمه في السودان شيئا فشيئا حتى أصبح أحد أهم الممثلين الشباب في السودان حتى الآن.

## الأعمال الدرامية والمسرحية
من المسرحيات التي قام ببطولتها -بيت النمل- ومسرحية شعب انتباه -ومسرحية حمار ام دورور -وغيرها
وله أعمال تلفزيونية وموجود جزء كبير منها على مواقع التواصل الاجتماعي.منها على سبيل المثال سلسلة جبرين- وسلسلة«كدي وكدي» وسلسلة «هسكبة» وفيلم «أزمة ضمير» وفيلم «حكاية الود بركات مع البنات» وفيلم «نفوس كبيره» وغيرها من الأعمال.
-مسلسل حافة طريق وهو مسلسل من جزئين لعب فيه دور البطولة بشخصيتين توأم وهو من تأليفه ٢٠٢١_٢٠٢٢
- المسلسل الكوميدي قشر موز وهو من تاليفه وبطولته ٢٠٢٣
-قدم دور فرقة في مسرحية وطن للبيع في العام ٢٠٢١